# Chromolaena
Chromolaena é um género botânico pertencente à família Asteraceae.